# Robert Lesieur
Robert Lesieur (état-civil inconnu) est un footballeur français ayant joué au poste de gardien de but dans les années 1930.

## Biographie
Robert Lesieur a joué en professionnel pour un seul club, l'Amiens AC. Il dispute entre 1933 et 1936 trois saisons en deuxième division. Lors de la 1933-1934, il est le remplaçant d'Israël Elsner, puis en 1934-1935 d'André Tassin. Il devient titulaire pour la saison 1935-1936 avant d'être remplacé par son suppléant, André Vaillant, dès la saison suivante, après 43 matchs disputés avec le club picard,.

## Statistiques
| Saison     | Club       | Championnat | Championnat | Championnat | Coupe(s) nationale(s) | Coupe(s) nationale(s) | Total | Total |
| Saison     | Club       | Division    | M.          | B.          | M.                    | B.                    | M.    | B.    |
| 1933-1934  | Amiens AC  | 2           | 6           | 0           | -                     | -                     | 6     | 0     |
| 1934-1935  | Amiens AC  | 2           | 3           | 0           | -                     | -                     | 3     | 0     |
| 1935-1936  | Amiens AC  | 2           | 30          | 0           | 4                     | 0                     | 34    | 0     |
| Sous-total | Sous-total | Sous-total  | 39          | 0           | 4                     | 0                     | 43    | 0     |